# Giả Nãi Lượng
Giả Nãi Lượng (sinh ngày 12 tháng 4 năm 1984) là nam diễn viên người Trung Quốc đã tốt nghiệp Học viện Điện ảnh Bắc Kinh. 
Trong thời gian còn ngồi trên ghế nhà trường, Giả Nãi Lượng đã từng góp mặt trong bộ phim Đại Đường ca phi.
Năm 2005, với vai diễn trong bộ phim truyền hình Siêu cấp nữ thanh, tên tuổi của Giả Nãi Lượng bắt đầu được khán giả biết đến.

## Đời tư
Ngày 31 tháng 3 năm 2012, trên sân khấu một lễ trao giải diễn ra tại Trung tâm Hội nghị Quốc gia Bắc Kinh, Giả Nãi Lượng đã cầu hôn nữ diễn viên Trung Quốc Lý Tiểu Lộ. Lễ cưới của họ diễn ra vào ngày 6 tháng 7 năm 2012.
Ngày 23 tháng 10 năm 2012, hai người đón con gái đầu lòng là Giả Vân Hinh (hay còn gọi là Điềm Hinh).
Ngày 14 tháng 11 năm 2019, studio của anh đưa ra thông báo đã ly hôn. Ngày hôm sau, Lý Tiểu Lộ đăng một bài báo dài trên Weibo, kể chi tiết về hành trình tinh thần của bản thân trong hơn một năm qua.

## Danh sách phim từng tham gia

### Phim điện ảnh
| Năm  | Tên phim                               | Vai diễn                | Ghi chú                                                                   |
| ---- | -------------------------------------- | ----------------------- | ------------------------------------------------------------------------- |
| 2006 | Số điện thoại thứ 601                  | Bạn trai cũ của Dị Thục | Khách mời                                                                 |
| 2007 | Dạ mai khôi (Bông hồng đêm)            | Diệp Mai Quế            | Đóng chung với Chung Hán Lương, Lâm Tâm Như, Mã Thiên Vũ, Nghê Hồng Khiết |
| 2009 | Ngân hà bảo bối                        | Robot                   |                                                                           |
| 2013 | Striving in Beijing with Love          | Lăng Tuấn               |                                                                           |
| 2017 | Chuyện cũ Đông Bắc - phá Mã Trương Phi | Thành Lập Bình          |                                                                           |

### Phim truyền hình
| Năm  | Tên phim                                                      | Vai diễn                                         | Ghi chú                                |
| ---- | ------------------------------------------------------------- | ------------------------------------------------ | -------------------------------------- |
| 2002 | Kỳ nghỉ ở Bắc Kinh                                            | Mục Mục                                          |                                        |
| 2003 | Đại Đường ca phi                                              | Doãn Mộng Hà                                     |                                        |
| 2003 | Gia đình vui vẻ                                               |                                                  | phần đặc biệt chúc mừng năm mới        |
| 2004 | Dương môn hổ tướng                                            | Dương Diên Chiêu (Dương Lục Lang)                |                                        |
| 2004 | Mãn thiên tinh                                                | Vương Trọng Quang                                |                                        |
| 2005 | Xán lạn nhân sinh (Nhân sinh tươi đẹp)                        | Lương Phong                                      |                                        |
| 2005 | Siêu cấp nữ thanh                                             | Trịnh Dụ Thái                                    |                                        |
| 2005 | Nghiệt hỏa                                                    | Chu Thủy Long                                    |                                        |
| 2006 | Người đàn bà không khóc                                       | Chương Tử Hoa                                    |                                        |
| 2006 | Hồng Phất nữ                                                  | Dương Huyền Cảm                                  |                                        |
| 2006 | Mỹ lệ phân bối                                                | Trịnh Dụ Thái                                    | Đóng chung với Hà Khiết                |
| 2006 | Viên ngọc bích                                                | Đường Thế Kiệt                                   |                                        |
| 2006 | Điêu khắc thời quang                                          | Lương Phong                                      |                                        |
| 2007 | Sinh tử kiều                                                  | Đường Hoài Ngọc                                  |                                        |
| 2007 | Võ Thập Lang                                                  | Lâm Trì                                          |                                        |
| 2007 | Nhân sinh bách sự                                             | Triệu Vĩnh Lợi                                   |                                        |
| 2007 | Nhân danh tình yêu                                            | Chu Lập Sâm                                      |                                        |
| 2007 | Tuyết tại thiêu                                               | Văn Kiệt                                         |                                        |
| 2008 | Hoa hồng lửa                                                  | La Tranh                                         |                                        |
| 2009 | Em là lẽ sống của đời anh                                     | Tang Nham                                        |                                        |
| 2009 | Chiến tranh của Xuân Đào                                      | Đại Hổ và Nhị Hổ                                 |                                        |
| 2010 | Cuộc chiến giữa hai bà mẹ                                     | Đại Khả                                          |                                        |
| 2010 | Tôi muốn có một gia đình                                      | Phương Nhất Sơn                                  |                                        |
| 2010 | Làm sao mới cứu được anh, người yêu của em                    | Hàn Đinh                                         |                                        |
| 2011 | Gia sản                                                       | Hoắc Diệu Đình                                   |                                        |
| 2011 | Bạn gái mất trí nhớ của tôi                                   | Giang Mẫn Lương                                  |                                        |
| 2011 | Tiện y chi đội                                                | Mạch Tiểu Long                                   |                                        |
| 2012 | Ly hôn tiền quy tắc                                           | Vương Minh Hiên                                  |                                        |
| 2013 | Tiểu lưỡng khẩu                                               | Lưu Đống                                         |                                        |
| 2013 | Bí mật bị thời gian vùi lấp                                   | Tống Dực                                         |                                        |
| 2014 | Gia hữu hỉ phụ                                                | Mãn Ý                                            |                                        |
| 2014 | Sản khoa nam y sinh                                           | Tả Hữu                                           |                                        |
| 2014 | Thiên kim bảo mẫu                                             | Giang Mẫn Lương                                  |                                        |
| 2015 | Vẫn cứ thích em                                               | Hạng Hạo                                         | vai chính                              |
| 2015 | Băng dữ hỏa đích thanh xuân (Tuổi thanh xuân của băng và lửa) | Giang Diệm                                       |                                        |
| 2015 | " Phong thần diển nghĩa (Tân bản phong thần)                  | Võ Cát (đệ tử của khương tử nha) Trần Kiện Phong |                                        |
| 2016 | Bà nội trợ hành động                                          | Mao Nho Nghị                                     | vai chính, đóng cùng với vợ Lý Tiểu Lộ |
| 2016 | Hành trình của thời gian kỳ diệu                              | Hàn Nhược Phi                                    | đóng cùng Lâm Tâm Như                  |
| 2017 | Đại sư tái hợp                                                | Lý Đoạn                                          |                                        |
| 2019 | Thôi thủ                                                      | Liễu Thanh Dương                                 |                                        |

## Giải thưởng
- Giải thưởng Thượng Hải cho "Ngôi sao triển vọng nhất"
- Công dân danh dự của huyện Vĩnh Tân, tỉnh Giang Tây, Trung Quốc
- Giải thưởng thần tượng hằng năm của Đài Truyền hình Hắc Long Giang năm 2011
- Giải thưởng Hoa Đỉnh Tưởng 2012 cho "Nam diễn viên truyền hình Trung Quốc xuất sắc nhất" trong bộ phim "Cuộc chiến giữa hai bà mẹ"
- Giải thưởng của Liên hoan phim quốc gia 2012 cho "Nam diễn viên triển vọng"
- Giải thưởng nam diễn viên được yêu thích nhất năm 2015 tại star show

## Đại sứ
- Fox Mobile
- Đại sứ thời trang của Sohu Mobile

## Quảng cáo
- Nescafé
- Motorola
- Máy điều hòa Kelon
- Samsung
- China Unicom
- China Telecom